# M-fenylendiamin
m-Fenylendiamin (meta-fenylendiamin; systematický název benzen-1,3-diamin), je organická sloučenina se vzorcem C6H4(NH2)2 patřící mezi aromatické aminy, polohový izomer o-fenylendiaminu a p-fenylendiaminu.

## Výroba
m-Fenylendiamin se vyrábí hydrogenací 1,3-dinitrobenzenu, který se vyrábí dvojnásobnou nitrací benzenu.

## Použití
Z m-fenylendiaminu se vyrábějí polymery jako jsou například aramidová vlákna, epoxidové pryskyřice a elastomerní polymery močoviny. Tato látka může také být součástí lepidel a také barev na kůži a textilní materiály. Používá se také na výrobu modrých barev na vlasy.